# Piqua (Ohio)
Ne doit pas être confondu avec Piqua (Kansas).
Piqua est une ville du comté de Miami dans l'État de l'Ohio aux États-Unis.
À l'origine, la cité de Piqua fut un poste de traite amérindien de la tribu des Miamis connu sous le nom de Pickawillany. La ville est située le long de la rivière de la Grande Miami.
Au recensement de la population en l'an 2000, la ville de Piqua comptait 20 738 habitants sur environ 28 km², soit une densité de près de 750 personnes au km².
La centrale nucléaire de Piqua est une centrale nucléaire qui a été installée à Piqua. Le site comprenait un réacteur de 45,5 MW à refroidissement et modération thermique. Le réacteur de Piqua a été en fonctionnement entre 1963 et 1966.